# رافاييل مانشيني
رافاييل مانشيني (28 أكتوبر 1913 فانو إيطاليا - 14 يونيو 1964 فانو إيطاليا) هو لاعب كرة قدم إيطالي سابق كان يلعب كلاعب وسط.